# Postillon
Pour les articles homonymes, voir Postillon (homonymie).
Le postillon est surtout connu comme un homme chargé de mener une voiture hippomobile, tout comme le cocher. Mais alors que le cocher conduit l'attelage depuis la voiture, assis sur un siège, le postillon monte le cheval, ou l'un des chevaux  (toujours, dans le cas où plusieurs chevaux forment l'attelage, le cheval de gauche) qui tirent le véhicule, et que l'on appelle le porteur. Dans le cas précis des voitures de poste qu’on appelait chaises de poste et qui n’avaient pas de place pour un cocher, le postillon était seul conducteur de l’attelage.

## Étymologie
Postillon vient de poste (dans son sens premier : établissement de chevaux, placé de distance en distance pour le service des voyageurs, et non dans le sens d’une administration de distribution de courrier). Le mot vient de l'italien postiglione et a été introduit en français à partir de 1540.

## Différents rôles du postillon
Le postillon sert d’abord de guide au voyageur qui loue un cheval de selle (le bidet) au maître de poste. 
Le travail du postillon de relais est d'accompagner les voyageurs entre deux relais, soit environ deux lieues (8 km), et de ramener ensuite les chevaux au pas, après un repos. C'est lui qui règle l'allure, et il est interdit de lui demander d'accélérer, sauf à lui payer « double poste ». Il peut accompagner six chevaux, le maximum estimé pour pouvoir les ramener au pas. En contrepartie des désagréments du métier, le postillon est considéré comme un joyeux drille, aimant boire et plaisanter.
Le postillon est aussi un commissionnaire, lorsqu’il voyage seul porteur d’un message ou d’un colis.
Le postillon peut être encore un palefrenier lorsqu’il loue ses services à un propriétaire de voiture hippomobile, comme le cocher.
Enfin le postillon est chargé de mener un attelage, sur de longues distances, et plus seulement d’une poste à une autre. Il monte toujours un cheval, ce qui le différencie du cocher, qui lui est assis et mène l’attelage depuis la voiture.
On appelle attelage en poste tout attelage mené par un ou plusieurs postillons. 

Les grandes diligences du XIXe siècle nécessitent souvent la présence simultanée d'un cocher et d'un postillon (attelage en demi-poste) : dans ce cas le cocher a toujours la prééminence sur le postillon qu’il considère avec condescendance.

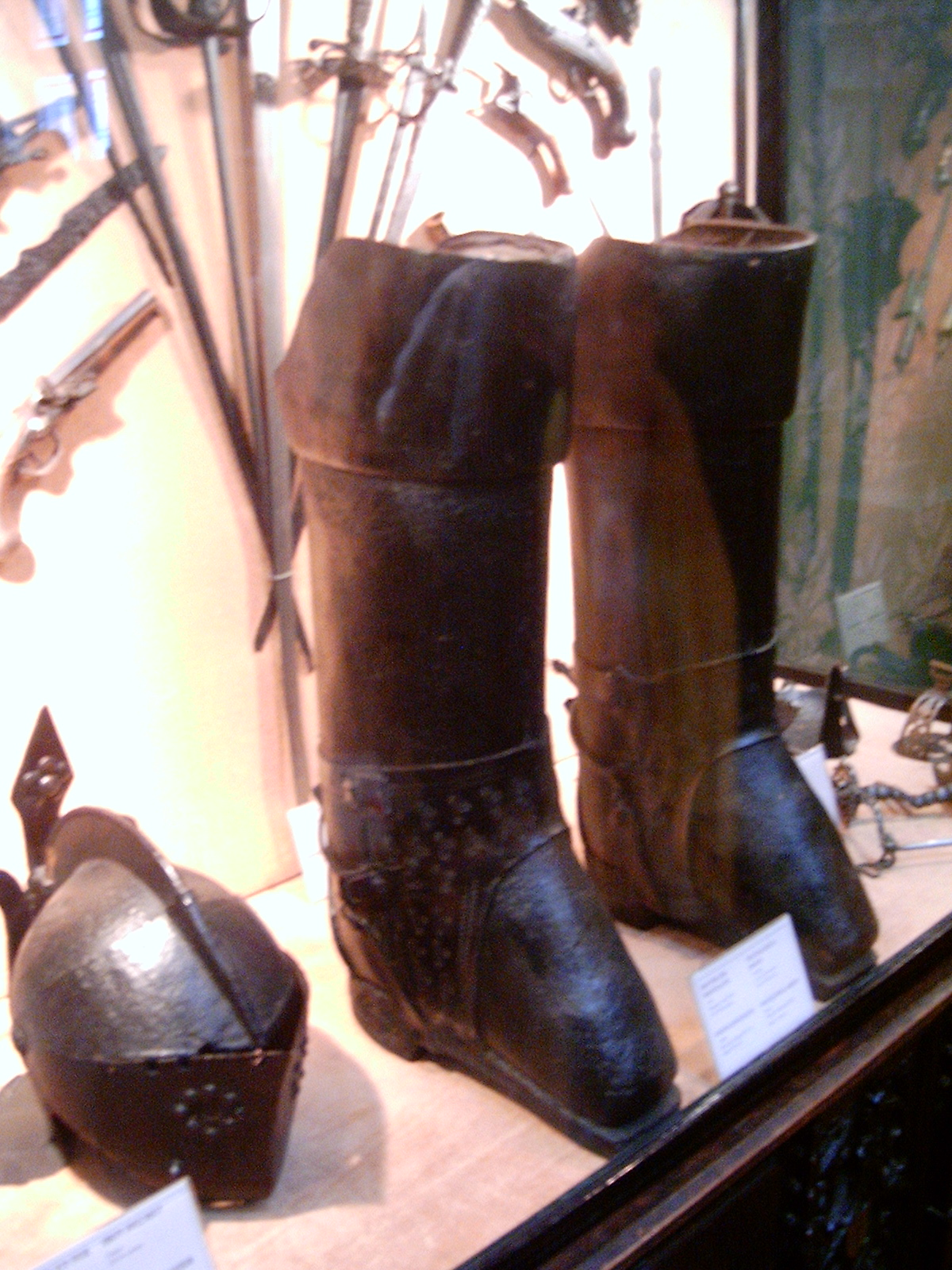
Bottes de postillon.

 Le postillon monte le timonier de gauche (cheval attelé au plus près de la voiture). Ses conditions de travail sont assez rudes, puisqu'il doit passer de longues heures à cheval, par tous les temps, sans protection contre les intempéries. Il met ses pieds dans de grandes et lourdes bottes de cuir bouilli - avec lesquelles il lui serait impossible de marcher - qui sont fixées sur les flancs du cheval et qui constituent une protection en cas de chute de la monture, les bottes étant suffisamment rigides (renforcées de fer) et épaisses pour supporter le poids du cheval sur la jambe. Les postillons des grandes compagnies de diligences portent une livrée caractéristique.
Au XIXe siècle, dans les sociétés aisées, les bonnes manières imposent des types de voitures et d'équipages très spécifiques, demandant des cochers ou des postillons. Ainsi, une voiture attelée à la d'Aumont est tirée par quatre chevaux, deux à deux, chaque cheval de gauche étant monté par un postillon. Mais il arrive que, suivant la mode sportive, les propriétaires conduisent eux-mêmes certaines voitures.
Le postillon utilise un cor de poste (ou cor de postillon) afin de prévenir le relais de son arrivée, de se signaler dans les passages dangereux et d'obtenir, la nuit, l'ouverture des portes de ville.

## Dans les arts
- Le postillon est le personnage central de l'opéra-comique d'Adolphe Adam Le Postillon de Lonjumeau.
- Le postillon dans le roman Les Misérables de Victor Hugo qui accompagne M. Madeleine (chap. 5 « Bâtons dans les roues »).
- Le postillon russe qui conduit les voyageurs en tarantass  dans Michel Strogoff de Jules Verne (chap. 9 « En tarantass nuit et jour » et suivants).
- Dans le téléroman québécois Les Belles Histoires des pays d'en haut, l'aubergiste Ovide « ti-père » « père Ovide » Ruisselet occupe la charge de postillon de la Reine.

## Journalisme
- Le Postillon est un trimestriel satirique de l'agglomération grenobloise.
- Der Postillon (de) est un site allemand d'information satirique en ligne.
- Süddeutscher Postillon était un magazine satirique allemand.

## Commerce et publicité

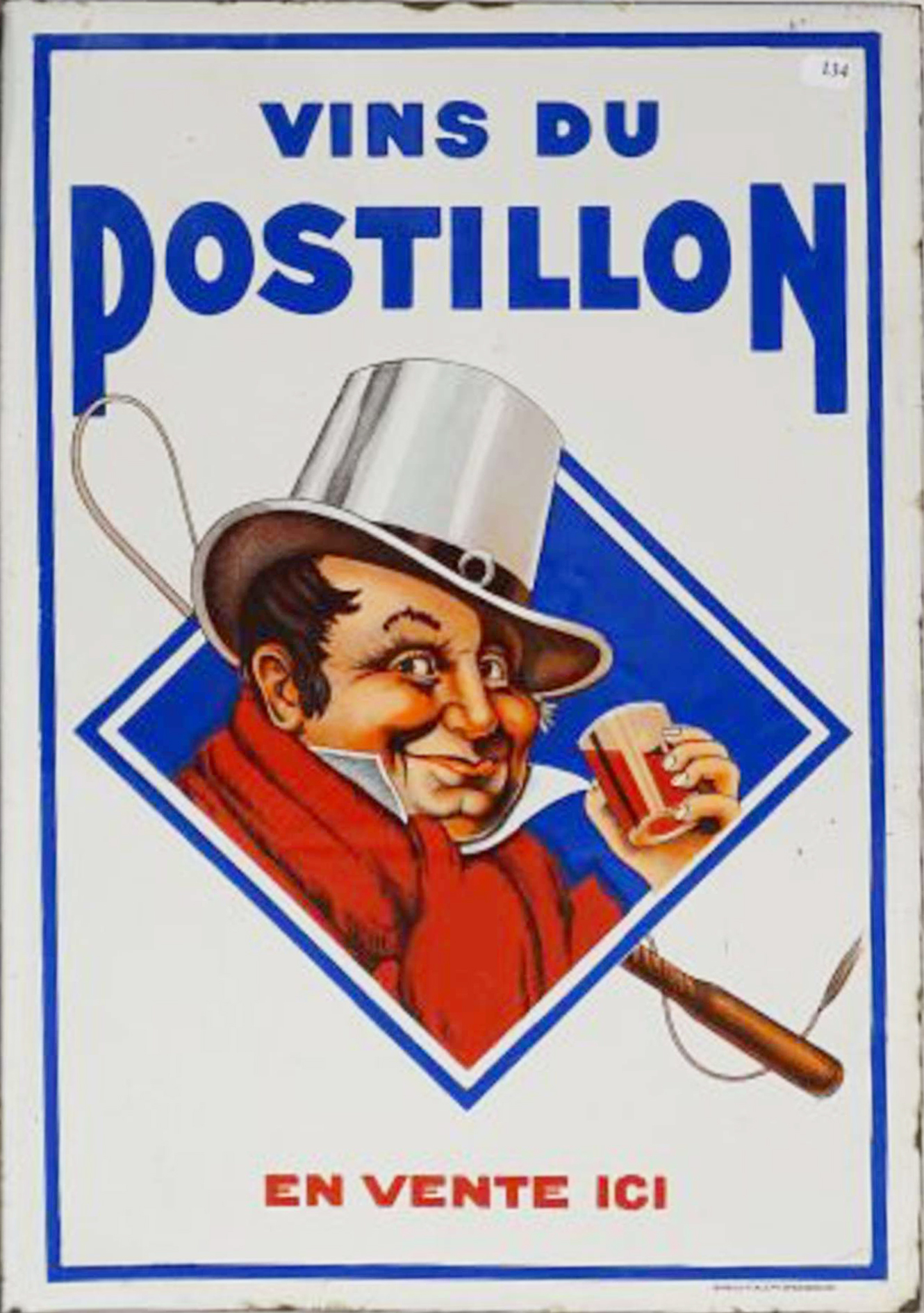
Réclame pour les "Vins du Postillon".

Le rude métier des postillons leur conférait une réputation de bons vivants aimant bien manger et boire. De 1862 à 1967 ont été commercialisés des vins de consommation courante appelé « Vins du Postillon ». Jusque dans les années 1950, la réclame pour cette boisson représentait la face d'un postillon rubicond et heureux de vivre vêtu à la mode des années 1860.

## Sources
- Joseph Jobé, Au temps des cochers, Lausanne, Edita-Lazarus, 1976  (ISBN 2-88001-019-5)